# I Bet You Look Good on the Dancefloor
Singles de Arctic Monkeys
Five Minutes with Arctic Monkeys
(2005) When the Sun Goes Down
(2006)
I Bet You Look Good on the Dancefloor est le premier single du groupe de rock indépendant Arctic Monkeys. Il est extrait de l'album Whatever People Say I Am, That's What I'm Not sorti en 2006. Le single sort sur le label Domino Records en tant que premier single du premier album du groupe. Il se hisse directement à la première place des charts britanniques le 23 octobre 2005 et reste encore aujourd'hui l'une de leurs chansons les plus connues. Lors de la cérémonie d'ouverture des Jeux olympiques de 2012, à Londres, le groupe a joué cette chanson pendant leur performance. En 2007 le NME, classe la chanson 10e dans la liste des 50 plus grandes chansons de rock indépendant.

## Classement
| Classement (2005)                             | Meilleur position |
| --------------------------------------------- | ----------------- |
| Australie                                     | 18                |
| Danemark                                      | 15                |
| France                                        | 100               |
| Irlande                                       | 12                |
| Pays-Bas                                      | 99                |
| Nouvelle-Zélande                              | 14                |
| Royaume-Uni (indépendant)                     | 1                 |
| Royaume-Uni                                   | 1                 |
| US Modern Rock Tracks (Billboard)             | 7                 |
| US Bubbling Under Hot 100 Singles (Billboard) | 17                |

## Historique des sorties
| Pays        | Date            |
| ----------- | --------------- |
| Royaume-Uni | 17 octobre 2005 |
| Europe      | 21 octobre 2005 |
| États-Unis  | 14 mars 2006    |